# هوراس گرانت
هوراس گرانت (انگلیسی: Horace Grant؛ زادهٔ ۴ ژوئیهٔ ۱۹۶۵) بازیکن بسکتبال اهل ایالات متحده آمریکا است.

## حرفه
از باشگاه‌هایی که در آن بازی کرده‌است می‌توان به شیکاگو بولز، لس آنجلس لیکرز، اورلندو مجیک، و سیاتل سوپرسانیکس اشاره کرد.